# Zombrus wagneri
Zombrus wagneri är en stekelart som beskrevs av Szepligeti 1915. Zombrus wagneri ingår i släktet Zombrus och familjen bracksteklar. Inga underarter finns listade i Catalogue of Life.